# Qualificatórias para a Liga dos Campeões da CEV de 2018–19
A qualificação para o torneio principal da Liga dos Campeões da CEV de 2018–19 foi realizada desde 8 de outubro a 13 de novembro de 2018. Dezesseis equipes participaram desta etapa. Durante a qualificação, os vencedores continuaram avançando até que as 2 últimas equipes se juntaram às 18 equipes que já conquistaram a vaga direta a fase principal, conforme o ranqueamento obtido nas Copas Europeias. Todas as 14 equipes que não avançaram na qualificação foram distribuídas na Copa CEV de 2018–19.

## Equipes participantes
O resultado do sorteio foi divulgado 29 de junho de 2018 em Luxemburgo.
| Posição | País                 | Vagas | Equipe (s)                      |
| ------- | -------------------- | ----- | ------------------------------- |
| 4       | Turquia              | 1     | İstanbul BBSK1                  |
| 5       | Alemanha             | 1     | United Volleys Frankfurt1       |
| 6       | Bélgica              | 1     | Lindemans Aalst1                |
| 7       | França               | 1     | Chaumont Volley-Ball 521        |
| 9       | Grécia               | 1     | PAOK Thessaloniki1              |
| 11      | Áustria              | 1     | SK Posojilnica Aich-Dob1        |
| 12      | Sérvia               | 1     | Vojvodina Novi Sad1             |
| 13      | Bulgária             | 1     | Neftohimic 2010 Burgas1         |
| 14      | Finlândia            | 1     | Ford Store Levoranta Sastamala1 |
| 17      | Países Baixos        | 1     | Abiant Lycurgus1                |
| 18      | Bielorrússia         | 1     | Shakhtyor Salihorsk1            |
| 25      | Bósnia e Herzegovina | 1     | OK Mladost Brčko1               |
| 25      | Croácia              | 1     | Mladost Zagreb1                 |
| 32      | Espanha              | 1     | CV Teruel1                      |
| 37      | Hungria              | 1     | Vegyész RC Kazincbarcika1       |
| 49      | Noruega              | 1     | Viking TIF Bergen1              |

1.↑ Ingressou na Primeira fase.

## Primeira fase
Nesta etapa participaram 16 equipes. Os vencedores avançaram a Segunda fase e o eliminado qualificado para a Copa CEV de Voleibol Masculino de 2018–19.
| Equipe 1                       | Total | Equipe 2                 | 1.º jogo | 2.º jogo   |
| ------------------------------ | ----- | ------------------------ | -------- | ---------- |
| CV Teruel                      | 3–31  | Lindemans Aalst          | 3–0      | 0–3 (15–7) |
| Viking TIF Bergen              | 0–6   | Chaumont Volley-Ball 52  | 0–3      | 0–3        |
| OK Mladost Brčko               | 0–6   | Neftohimic 2010 Burgas   | 1–3      | 1–3        |
| Mladost Zagreb                 | 1–5   | Vojvodina Novi Sad       | 2–3      | 1–3        |
| Vegyész RC Kazincbarcika       | 1–5   | PAOK Thessaloniki        | 2–3      | 0–3        |
| Ford Store Levoranta Sastamala | 1–5   | İstanbul BBSK            | 2–3      | 1–3        |
| Shakhtyor Salihorsk            | 2–4   | United Volleys Frankfurt | 0–3      | 3–2        |
| Abiant Lycurgus                | 2–4   | SK Posojilnica Aich-Dob  | 1–3      | 3–2        |

1.↑ Golden set

### Jogos de ida
| Data   | Hora  |                                | Placar |                          | Set 1 | Set 2 | Set 3 | Set 4 | Set 5 | Total   | Relatório |
| ------ | ----- | ------------------------------ | ------ | ------------------------ | ----- | ----- | ----- | ----- | ----- | ------- | --------- |
| 8 out  | 19:00 | Vegyész RC Kazincbarcikaa      | 2–3    | PAOK Thessaloniki        | 18–25 | 27–25 | 30–28 | 19–25 | 13–15 | 107–118 | Relatório |
| 9 out  | 19:00 | Viking TIF Bergen              | 0–3    | Chaumont Volley-Ball 52  | 22–25 | 12–25 | 21–25 |       |       | 55–75   | Relatório |
| 9 out  | 20:15 | CV Teruel                      | 3–0    | Lindemans Aalst          | 25–20 | 25–22 | 25–17 |       |       | 75–59   | Relatório |
| 9 out  | 20:30 | Mladost Zagreb                 | 2–3    | Vojvodina Novi Sad       | 21–25 | 21–25 | 27–25 | 25–20 | 12–15 | 106–110 | Relatório |
| 10 out | 18:00 | Shakhtyor Salihorsk            | 0–3    | United Volleys Frankfurt | 21–25 | 22–25 | 20–25 |       |       | 63–75   | Relatório |
| 10 out | 18:30 | Ford Store Levoranta Sastamala | 2–3    | İstanbul BBSK            | 25–22 | 19–25 | 25–16 | 21–25 | 15–17 | 105–105 | Relatório |
| 10 out | 19:00 | OK Mladost Brčko               | 1–3    | Neftohimic 2010 Burgas   | 17–25 | 20–25 | 26–24 | 23–25 |       | 86–99   | Relatório |
| 11 out | 19:00 | Abiant Lycurgus                | 1–3    | SK Posojilnica Aich-Dob  | 24–26 | 22–25 | 25–23 | 18–25 |       | 89–99   | Relatório |

### Jogos de volta
| Data       | Hora       |                          | Placar |                                | Set 1 | Set 2 | Set 3 | Set 4 | Set 5 | Total   | Relatório |
| ---------- | ---------- | ------------------------ | ------ | ------------------------------ | ----- | ----- | ----- | ----- | ----- | ------- | --------- |
| 16 out     | 19:00      | Neftohimic 2010 Burgas   | 3–1    | OK Mladost Brčko               | 25–21 | 25–19 | 19–25 | 25–16 |       | 94–81   | Relatório |
| 17 out     | 17:00      | İstanbul BBSK            | 3–1    | Ford Store Levoranta Sastamala | 25–23 | 25–19 | 23–25 | 25–16 |       | 98–83   | Relatório |
| 17 out     | 19:00      | PAOK Thessaloniki        | 3–0    | Vegyész RC Kazincbarcikaa      | 25–16 | 25–12 | 25–19 |       |       | 75–47   | Relatório |
| 17 out     | 19:00      | United Volleys Frankfurt | 2–3    | Shakhtyor Salihorsk            | 25–21 | 25–21 | 19–25 | 18–25 | 19–21 | 106–113 | Relatório |
| 17 out     | 20:00      | Chaumont Volley-Ball 52  | 3–0    | Viking TIF Bergen              | 25–15 | 25–20 | 25–8  |       |       | 75–43   | Relatório |
| 17 out     | 20:25      | SK Posojilnica Aich-Dob  | 2–3    | Abiant Lycurgus                | 20–25 | 26–24 | 25–19 | 19–25 | 15–17 | 105–110 | Relatório |
| 17 out     | 20:30      | Vojvodina Novi Sad       | 3–1    | Mladost Zagreb                 | 25–23 | 21–25 | 25–21 | 28–26 |       | 99–95   | Relatório |
| 17 out     | 20:30      | Lindemans Aalst          | 3–0    | CV Teruel                      | 34–32 | 25–21 | 25–21 |       |       | 84–74   | Relatório |
| Golden set | Golden set | Lindemans Aalst          | 7–15   | CV Teruel                      |       |       |       |       |       |         |           |

## Segunda fase
Nesta etapa participaram 8 equipes.Os vencedores avançaram a Terceira fase e o eliminado qualificado para a Copa CEV de Voleibol Masculino de 2018–19.
| Equipe 1                 | Total | Equipe 2                | 1.º jogo | 2.º jogo   |
| ------------------------ | ----- | ----------------------- | -------- | ---------- |
| Neftohimic 2010 Burgas   | 1–5   | Vojvodina Novi Sad      | 2–3      | 0–3        |
| CV Teruel                | 2–4   | Chaumont Volley-Ball 52 | 3–2      | 0–3        |
| United Volleys Frankfurt | 4–2   | SK Posojilnica Aich-Dob | 3–0      | 2–3        |
| PAOK Thessaloniki        | 3–31  | İstanbul BBSK           | 3–2      | 2–3(15–13) |

1.↑ Golden set

### Jogos de ida
| Data   | Hora  |                          | Placar |                         | Set 1 | Set 2 | Set 3 | Set 4 | Set 5 | Total   | Relatório |
| ------ | ----- | ------------------------ | ------ | ----------------------- | ----- | ----- | ----- | ----- | ----- | ------- | --------- |
| 23 out | 19:00 | United Volleys Frankfurt | 3–0    | SK Posojilnica Aich-Dob | 25–21 | 25–21 | 25–21 |       |       | 75–63   | Relatório |
| 23 out | 20:15 | CV Teruel                | 3–2    | Chaumont Volley-Ball 52 | 24–26 | 25–20 | 20–25 | 25–22 | 15–11 | 109–104 | Relatório |
| 24 out | 18:00 | PAOK Thessaloniki        | 3–2    | İstanbul BBSK           | 25–20 | 25–13 | 19–25 | 22–25 | 15–11 | 106–94  | Relatório |
| 24 out | 19:00 | Neftohimic 2010 Burgas   | 2–3    | Vojvodina Novi Sad      | 25–20 | 25–22 | 20–25 | 19–25 | 11–15 | 100–107 |           |

### Jogos de volta
| Data       | Hora       |                         | Placar |                          | Set 1 | Set 2 | Set 3 | Set 4 | Set 5 | Total   | Relatório |
| ---------- | ---------- | ----------------------- | ------ | ------------------------ | ----- | ----- | ----- | ----- | ----- | ------- | --------- |
| 30 out     | 20:30      | Chaumont Volley-Ball 52 | 3–0    | CV Teruel                | 25–16 | 25–22 | 25–20 |       |       | 75–58   | Relatório |
| 31 out     | 17:00      | İstanbul BBSK           | 3–2    | PAOK Thessaloniki        | 21–25 | 25–22 | 21–25 | 25–22 | 15–12 | 107–106 | Relatório |
| Golden set | Golden set | İstanbul BBSK           | 13–15  | PAOK Thessaloniki        |       |       |       |       |       |         |           |
| 31 out     | 20:25      | SK Posojilnica Aich-Dob | 3–2    | United Volleys Frankfurt | 20–25 | 17–25 | 25–18 | 25–15 | 15–13 | 102–96  | Relatório |
| 31 out     | 20:30      | Vojvodina Novi Sad      | 3–0    | Neftohimic 2010 Burgas   | 25–17 | 25–22 | 25–22 |       |       | 75–61   | Relatório |

## Terceira fase
Nesta etapa participaram 4 equipes.Os vencedores avançaram a Primeira fase da Liga dos Campeões da CEV de 2018–19 e os eliminados qualificados para a Copa CEV de Voleibol Masculino de 2018–19.
| Equipe 1                | Total | Equipe 2                 | 1.º jogo | 2.º jogo |
| ----------------------- | ----- | ------------------------ | -------- | -------- |
| Chaumont Volley-Ball 52 | 6–0   | Vojvodina Novi Sad       | 3–0      | 3–0      |
| PAOK Thessaloniki       | 0–6   | United Volleys Frankfurt | 0–3      | 1–3      |

### Jogos de ida
| Data  | Hora  |                         | Placar |                          | Set 1 | Set 2 | Set 3 | Set 4 | Set 5 | Total | Relatório |
| ----- | ----- | ----------------------- | ------ | ------------------------ | ----- | ----- | ----- | ----- | ----- | ----- | --------- |
| 7 nov | 19:00 | PAOK Thessaloniki       | 0–3    | United Volleys Frankfurt | 25–27 | 17–25 | 21–25 |       |       | 63–77 | Relatório |
| 7 nov | 20:30 | Chaumont Volley-Ball 52 | 3–0    | Vojvodina Novi Sad       | 25–22 | 25–16 | 25–23 |       |       | 75–61 | Relatório |

### Jogos de volta
| Data   | Hora  |                          | Placar |                         | Set 1 | Set 2 | Set 3 | Set 4 | Set 5 | Total | Relatório |
| ------ | ----- | ------------------------ | ------ | ----------------------- | ----- | ----- | ----- | ----- | ----- | ----- | --------- |
| 13 nov | 19:00 | United Volleys Frankfurt | 3–1    | PAOK Thessaloniki       | 25–17 | 25–17 | 21–25 | 27–25 |       | 98–84 | Relatório |
| 13 nov | 20:00 | Vojvodina Novi Sad       | 0–3    | Chaumont Volley-Ball 52 | 23–25 | 23–25 | 17–25 |       |       | 63–75 | Relatório |